# Matthew Soukup
Matthew Soukup (Calgary, 31 de agosto de 1997) es un deportista canadiense que compite en salto en esquí. Participó en los Juegos Olímpicos de Pekín 2022, obteniendo una medalla de bronce en el trampolín normal por equipo mixto.

## Palmarés internacional
| Juegos Olímpicos | Juegos Olímpicos | Juegos Olímpicos  | Juegos Olímpicos    |
| Año              | Lugar            | Medalla           | Prueba              |
| ---------------- | ---------------- | ----------------- | ------------------- |
| 2022             | Pekín (China)    | Medalla de bronce | TN por equipo mixto |